# 101 Helena
101 Helena este un asteroid din centura principală, descoperit pe 15 august 1868, de James Watson.